# Wiazau Les
Wiazau Les (biał. Вязаў Лес; ros. Вязов Лес, Wiazow Les) – wieś na Białorusi, w obwodzie homelskim, w rejonie żytkowickim, w sielsowiecie Ludzieniewicze, nad Skrepicą.

## Historia
Wieś powstała w czasach sowieckich. Od 1991 położona w niepodległej Białorusi.